# 생체인증 여권

바이오메트릭스 기호는 일반적으로 전자 여권의 덮개에 인쇄되어 있다.

생체인증 여권(生體認證旅券, 영어: biometric passport) 또는 전자 여권(電子旅券, 영어: electronic passport, e-passport, ePassport) 혹은 디지털 여권( - 旅券, 영어: digital passport)은 전통적인 여권에 소지자의 식별자를 인증하기 위해 사용할 수 있는 바이오메트릭스(생체인증) 정보를 포함하는 전자 마이크로프로세서 칩을 심어놓은 것이다.

## 나라별 현황

전자 여권 이용 가능 국가

'

### 대한민국
대한민국 외교통상부는 2008년 8월 25일 국민들에게 전자 여권의 발행을 시작했다. 비용은 55 미국 달러로 고정되며 유효 기간은 10년이다.

### 미국
미국의 전자 여권의 경우 비접촉식 칩에 디지털화된 여권 사진과 서술 데이터가 있으며 이 칩에는 지문 정보는 없다. 그러나 칩 용량은 생체 데이터를 포함할 수 있을 만큼 64킬로바이트로 큰 편이다. 미국 국무부는 2006년에 이 여권들을 처음 발행하였으며 2007년 8월 이후로 전자 여권만을 발행하고 있다. 비전자 여권은 만료일까지 유효하다.

### 일본
일본 정부는 2006년 3월에 전자 여권 발행을 시작하였다.

### 중국
2011년 1월 30일, 중화인민공화국 외교부는 전자 여권의 시범 발행을 시작하였다. 2011년 7월 1일, 외교부는 해외에서 공무를 수행하는 모든 인민들에게 전자 여권 발행을 시작하였다.
2012년 5월 15일부터 중화인민공화국 공안부에 의해 일반 전자 여권이 도입되었다. 여권 비용은 최초 신청자에게는 200 위안(약 31 미국 달러), 갱신의 경우 220 위안(약 35 미국 달러)이다.

### 짐바브웨
2017년 6월에 도입되었다.

## 같이 보기
- 여행허가전자시스템(ESTA)
- 사증 면제 프로그램(VWP)